# Умереност (тарот карта)
Умереност (XIV) је једна од 22 карте великих аркана у шпилу тарота. Обично је означен бројем 14. На њој је приказана фигура која представља врлину Умереност. Заједно са Правдом и Снагом, то је једна од три врлине којима се додељују карте у традиционалном тароту. Користи се и у игрању игара и у прорицању.
Умереност скоро увек приказује фигуру која прелива течност из једне шоље у другу. Ова фигура се обично помиње као врлина Умереност или као анђео, мада постоји и неколико других тумачења. Конкретно, Пол Хјусон сугерише да је фигура некада представљала Ганимеда, који је служио као пехар Зевсу. Мада је могуће да би фигура могла бити и богиња Ириса или арханђел Михаило. Прво од ових тумачења поткрепљује дуга која се често додаје изнад њене главе и чињеница да су цвеће приказано у верзији карте на тароту Рајдер-Вејт перунике.

## Опис
Умереност ( итал. La Temperanza) појављује се у најстаријим италијанским шпиловама где је означена бројем VI или VII. У Марсејском Тароту и у већини савремених шпилова карта је означена бројем XIV. У Тхотх тароту и шпилови на које утиче, ова карта се зове Уметност, а не Умереност. 
Умереност је скоро увек приказана као особа која сипа течност из једне посуде у другу. Историјски гледано, ово је био стандардни симбол врлине умерености, једне од кардиналних врлина, која представља разблаживање вина водом. У многим шпиловима, особа је крилати анђео, обично женски или андроген, и стоји једном ногом на води, а једном ногом на копну.
На крају путање у доњем левом делу карте налази се круна која показује постизање циља, односно савладавање истог.
На слици Рајдер-Вејт илустратора Памеле Колман Смит (приказаној на овој страници) хебрејски тетраграматон се налази на анђеловим грудима изнад квадрата и троугла. У изведеним тарот шпиловима ово обично није укључено.

Према књизи А. Е. Вејт из 1910. године Сликовни кључ тарота,  карта Умереност је повезана са:
14. УМЕРЕНОСТ. --Економичност, умереност, штедљивост, управљање, смештај. Обрнуто: ствари повезане са црквама, религијама, сектама, свештенством, понекад чак и свештеником који ће се венчати са Упитивачем; такође нејединство, несрећне комбинације, супротстављени интереси.